# 阔阔带
阔阔带（？—1262年10月4日），又作阔阔歹。元朝将领。蒙古兀良哈氏。与氏合称兀里羊哈台阔阔带。
阔阔带是西征主帅速不台之孙，都元帅兀良合台次子，阿朮之弟。忽必烈即位，阔阔带袭职，代领父军，任都元帅。中统三年（1262年），与宗王合必赤率领各路军讨伐李璮之乱。七月，平定李璮。九月癸酉，在军中去世。其兄阿朮取代他擔任都元帅。